# Paddy Lowe
Patrick « Paddy » Lowe, né le 8 avril 1962, est un ingénieur britannique. Il est, de juin 2013 à janvier 2017, directeur technique exécutif de l'écurie de Formule 1 Mercedes Grand Prix.
En mars 2017, il rejoint Williams F1 Team en tant que directeur technique exécutif de l'écurie britannique mais il la quitte en mars 2019 après une saison 2018 ratée et des débuts chaotiques aux essais hivernaux à Barcelone en février 2019.

## Biographie

### Débuts chez Williams
En 1984, Paddy Lowe est diplômé de l'université de Cambridge avec une licence en ingénierie. En 1987, il est employé par l'écurie de Formule 1 Williams F1 Team à Grove et participe au développement des assistances au pilotage telles que la suspension active, la transmission semi-automatique et l'antipatinage. Sous son impulsion, ce secteur devient vite une des clés du succès de l'écurie, qui domine la Formule 1 dans les années 1990 avec quatre titres de champions du monde des pilotes et cinq titres de champions des constructeurs.

### Passage chez McLaren
Après les succès de 1992 avec Nigel Mansell et Alain Prost en 1993, Paddy Lowe quitte Grove pour rejoindre McLaren Racing. À Woking, il prend la direction de la recherche et du développement lorsque la FIA annonce, au même moment, l'interdiction de toutes les assistances électroniques. Durant ses premières années, il développe notamment un système de gestion électronique du freinage, des différentiels électroniques et un embrayage à double commande au volant, qui permettent de réduire le sous-virage et le patinage en sortie de virage lent. 
Il devient au milieu des années 1990, responsable de la technologie où il est rejoint par Adrian Newey, son ancien collègue chez Williams. En 1996, ils commencent tous les deux à développer le premier simulateur de Formule 1 qui permet de réaliser des essais virtuels directement sur ordinateur. Ils prennent par la suite une place importante dans les sacres de Mika Häkkinen en 1998 et 1999. 
En 2003, Lowe devient responsable des systèmes. Deux ans plus tard, il est promu à la direction de l'ingénierie au côté de Newey. Il devient directeur technique de McLaren Racing en 2012, reprenant le poste laissant vacant par Newey en 2005. En février 2013, quelques jours avant le début de la saison de Formule 1, Paddy Lowe annonce son futur départ de Woking pour Mercedes Grand Prix sous six mois.

### Mercedes Grand Prix
En juin 2013, Paddy Lowe rejoint Mercedes Grand Prix en tant que directeur technique exécutif. De 2014 à 2016, l'écurie s'octroie trois titres de champion du monde des constructeurs et autant de titres de champion du monde des pilotes, en 2014 et 2015 avec Lewis Hamilton puis en 2016 avec Nico Rosberg.

### Williams
En janvier 2017, Paddy Lowe quitte Mercedes pour rejoindre Williams F1 Team où, il prend le poste de directeur exécutif  : « J'ai passé trois années remplies de succès et très plaisantes chez Mercedes où j'ai travaillé avec une équipe incroyable. Je regarde maintenant vers l'avenir et un nouveau défi, et je souhaite le meilleur à tout le monde chez Mercedes ».
Après une saison 2018 ratée au cours de laquelle l'écurie se classe à la dernière place du championnat, la saison 2019 commence mal, avec l'arrivée très tardive de la nouvelle monoplace aux essais hivernaux à Barcelone, en février 2019. Le 6 mars 2019, le départ de Paddy Lowe en tant que directeur technique est officialisé, suivi en juin 2019, par son départ du conseil d'administration,. Il reste cependant actionnaire de l'entité Williams.

### Zero Petroleum
En 2020, il fonde la société Zero Petroleum spécialisée dans la fabrication de carburant synthétique neutre en carbone. Ce carburant est créé en mélangeant de l'hydrogène avec du dioxyde de carbone capté dans l'atmosphère ; le processus est alimenté par de l'électricité produite par l'énergie solaire ou éolienne.